# Bathybembix bairdii
Bathybembix bairdii är en snäckart som först beskrevs av Dall 1889.  Bathybembix bairdii ingår i släktet Bathybembix och familjen pärlemorsnäckor. Inga underarter finns listade i Catalogue of Life.

## Bildgalleri

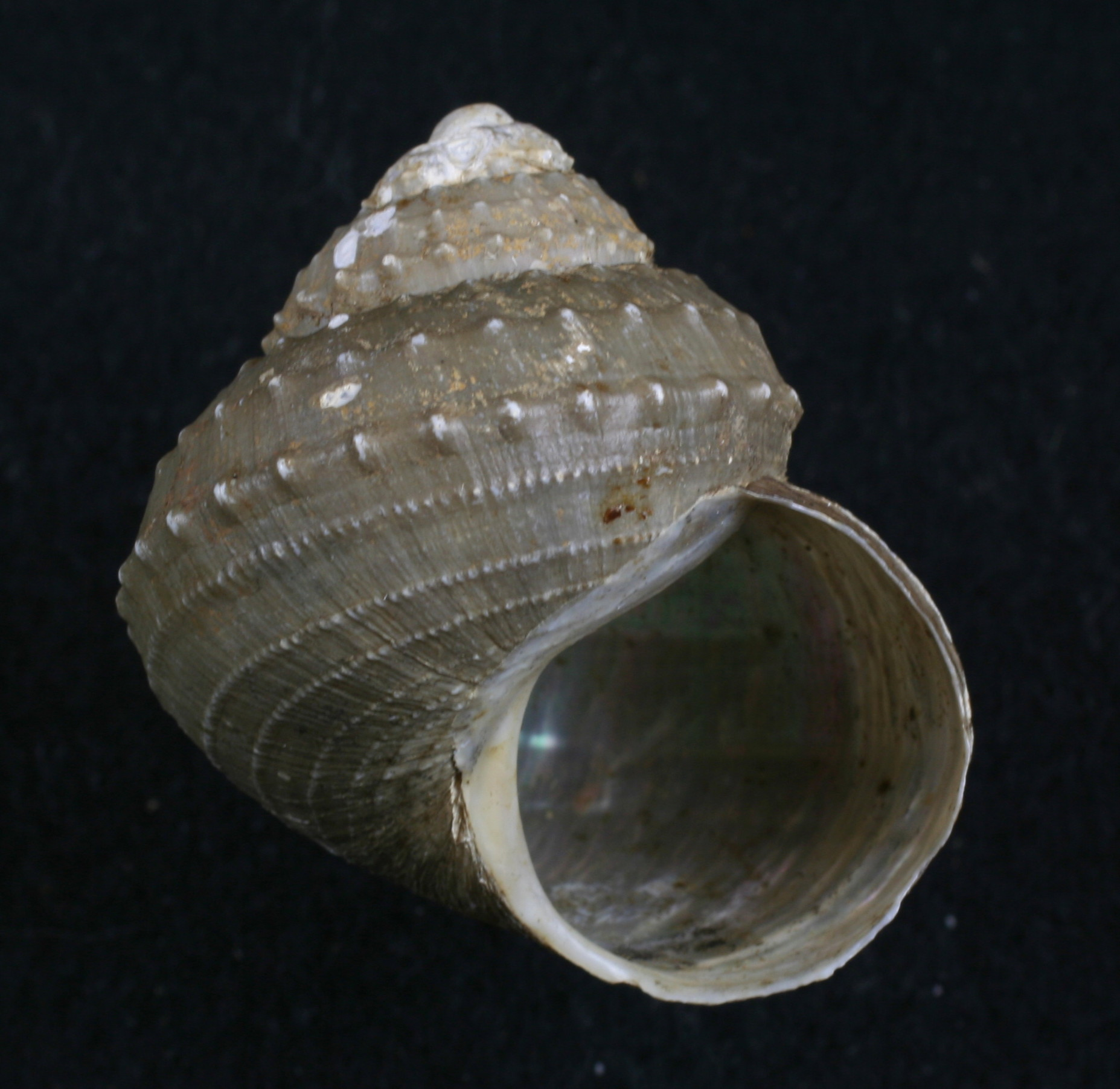